# Callithomia
Callithomia är ett släkte av fjärilar. Callithomia ingår i familjen praktfjärilar.

## Bildgalleri

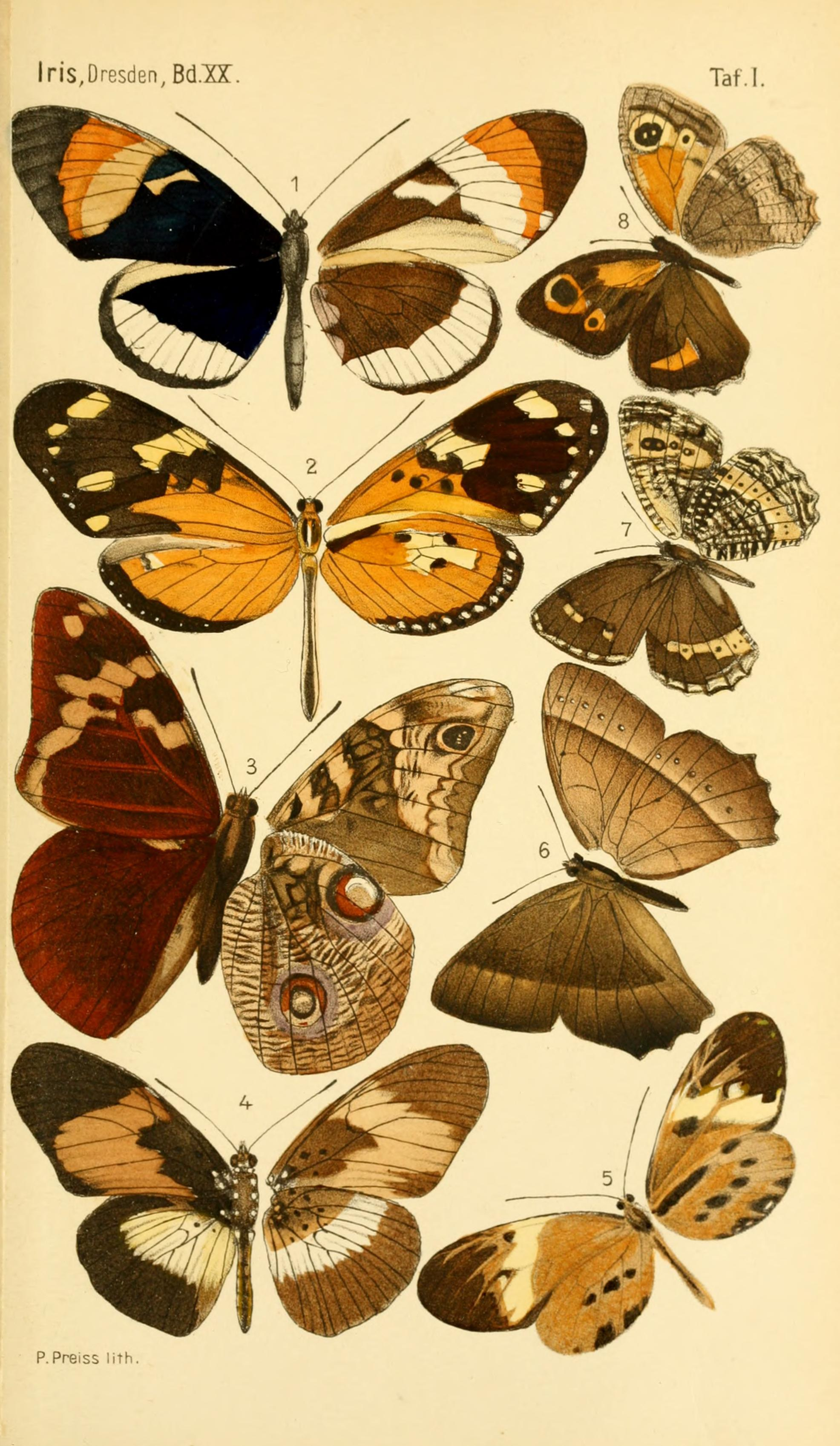
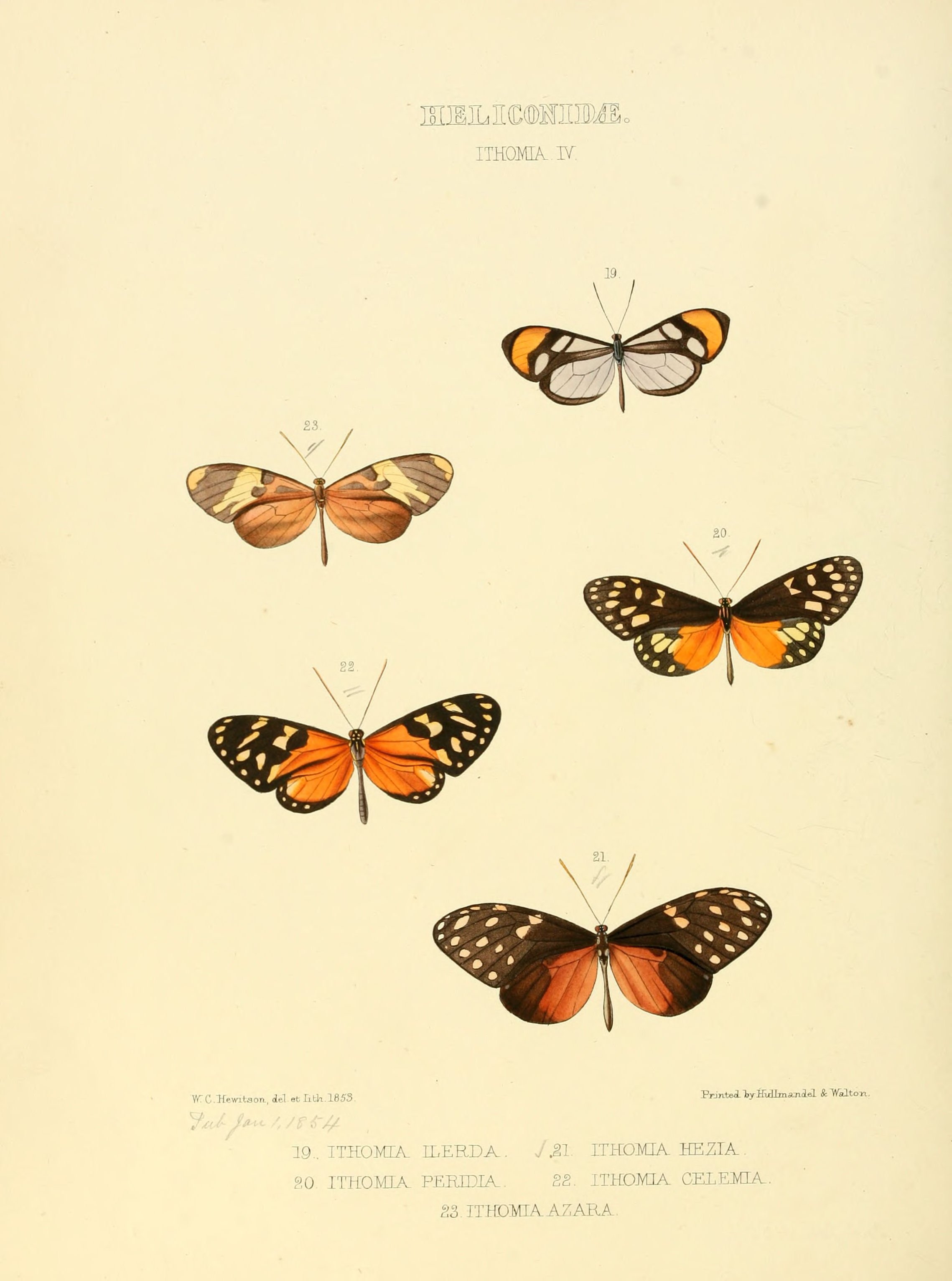
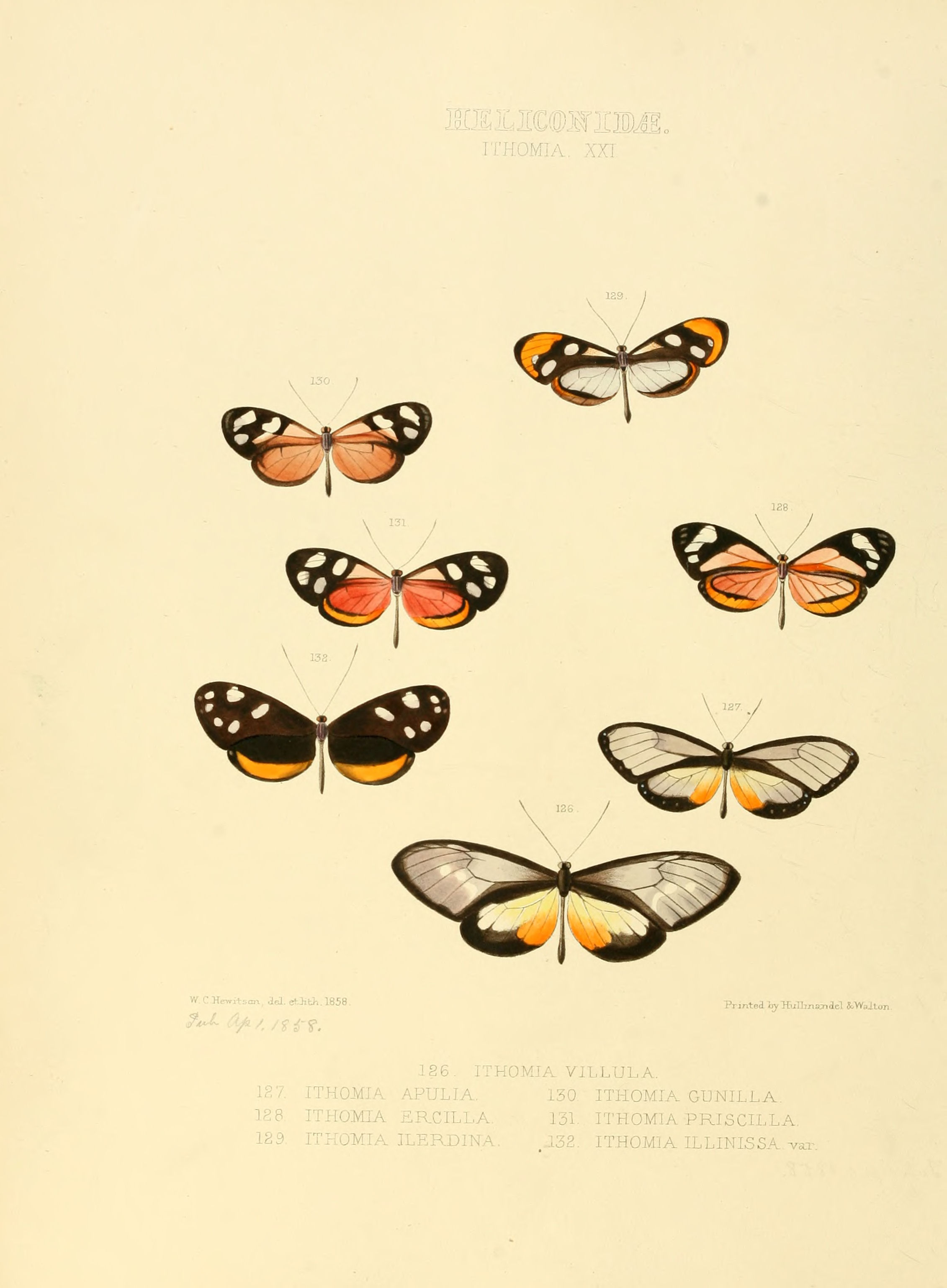
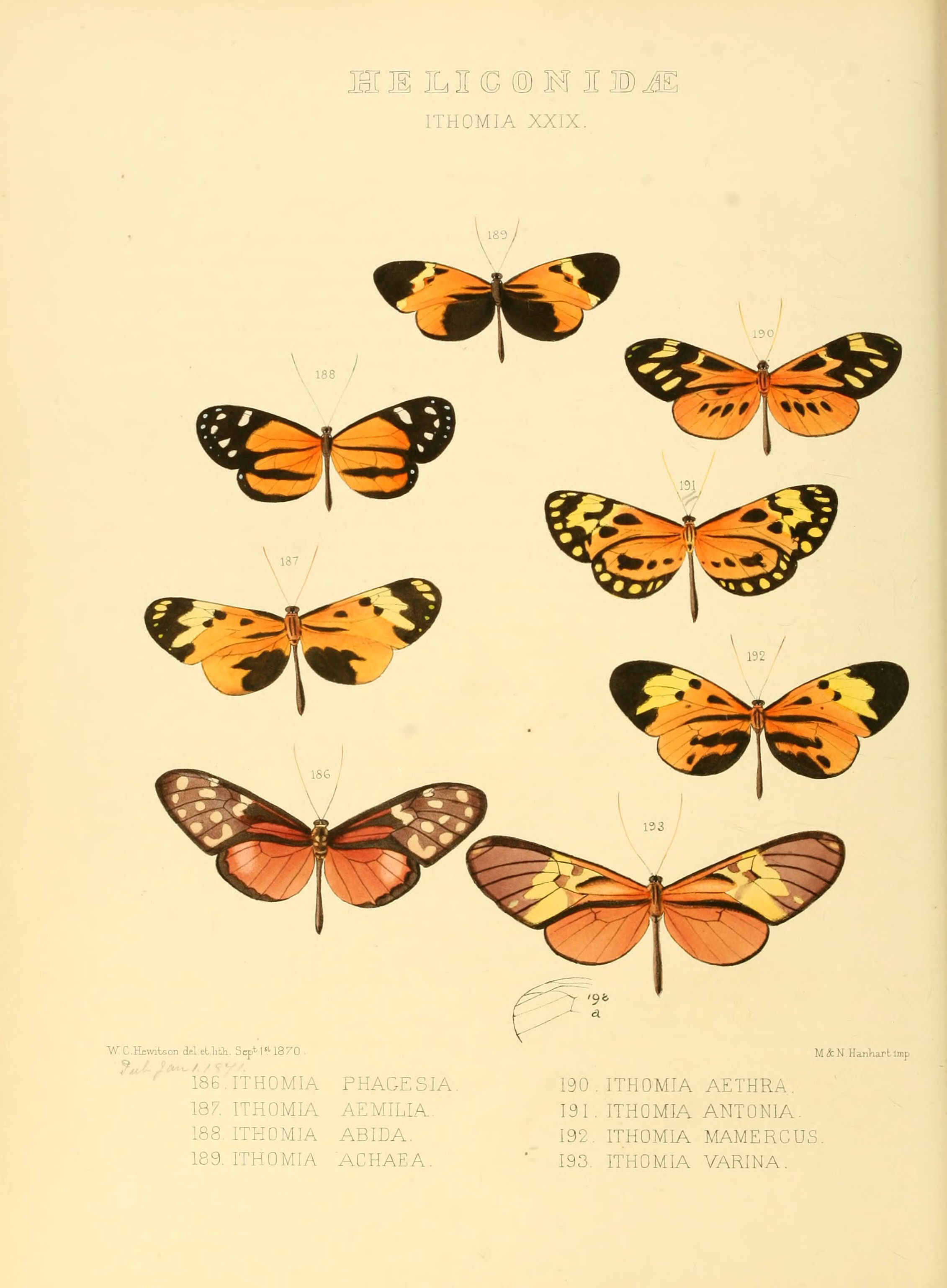
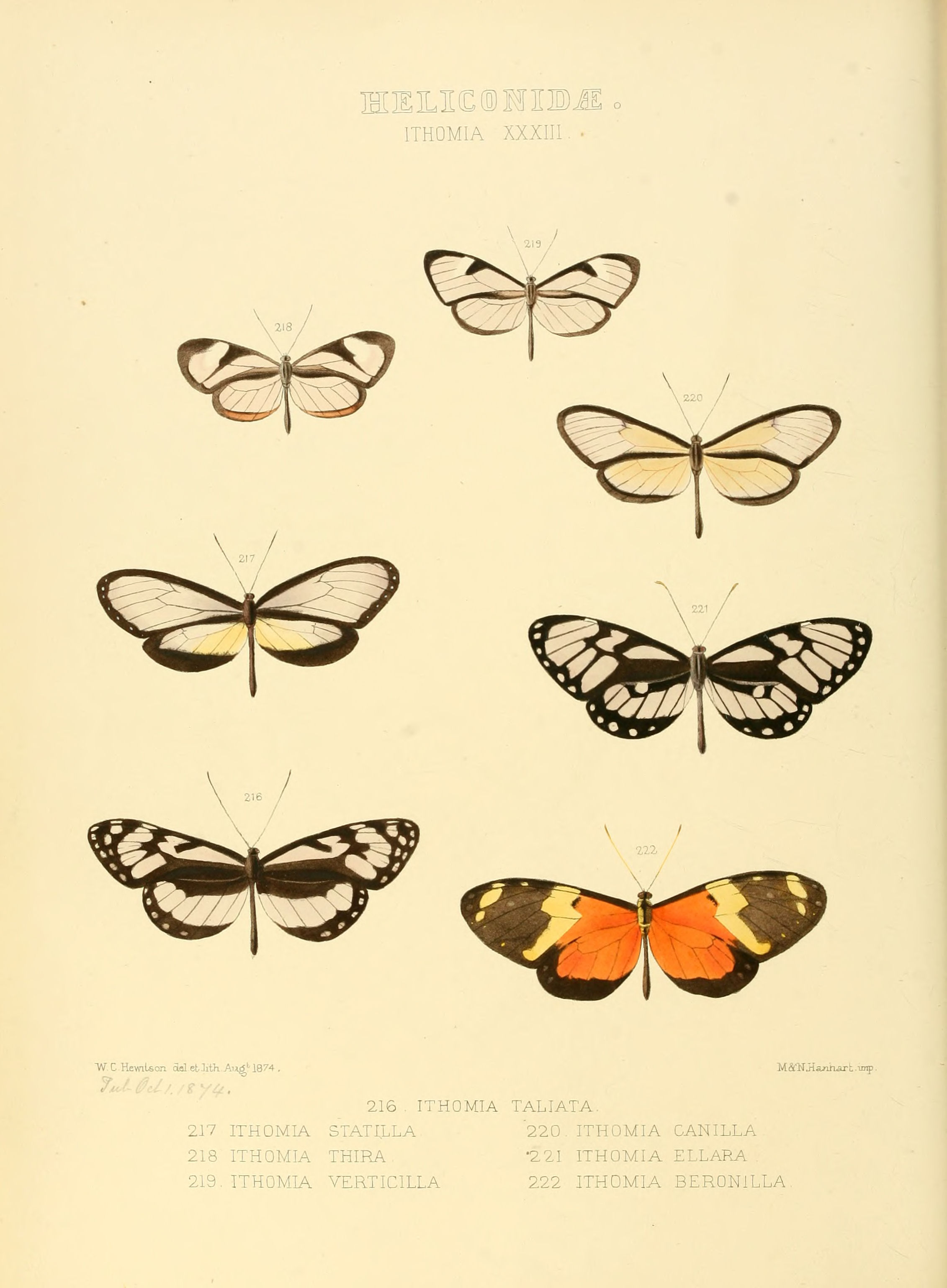
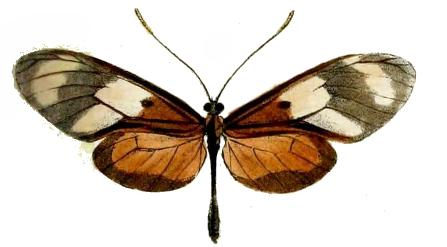

## Dottertaxa tillCallithomia, i alfabetisk ordning[1]
- Callithomia agrippina
- Callithomia alexirrhoë
- Callithomia alpho
- Callithomia baccata
- Callithomia balboana
- Callithomia beronilla
- Callithomia butes
- Callithomia callipero
- Callithomia concolor
- Callithomia confluens
- Callithomia drogheda
- Callithomia elvira
- Callithomia epidero
- Callithomia ferra
- Callithomia foxi
- Callithomia fumantis
- Callithomia hedila
- Callithomia hezia
- Callithomia hulda
- Callithomia hydra
- Callithomia infuscata
- Callithomia inturnaria
- Callithomia juruaensis
- Callithomia lauta
- Callithomia lenea
- Callithomia megaleas
- Callithomia melanida
- Callithomia methonella
- Callithomia nikita
- Callithomia panamensis
- Callithomia phagesia
- Callithomia phagesina
- Callithomia philomela
- Callithomia procne
- Callithomia pulcheria
- Callithomia rufa
- Callithomia schultzi
- Callithomia signata
- Callithomia siparia
- Callithomia skinneri
- Callithomia smalli
- Callithomia suffusa
- Callithomia thornax
- Callithomia travassosi
- Callithomia tridactyla
- Callithomia valera
- Callithomia wellingi
- Callithomia villula
- Callithomia viridipuncta
- Callithomia xantho
- Callithomia zelie
- Callithomia zeuxippe
- Callithomia zingiber
- Callithomia zoelo